# Lissopyge zavattarii
Lissopyge zavattarii är en mångfotingart som beskrevs av Manfredi 1939. Lissopyge zavattarii ingår i släktet Lissopyge och familjen Odontopygidae. Inga underarter finns listade i Catalogue of Life.